# Кробатин, Александр фон
Александр фрайхерр фон Кроба́тин (нем. Alexander Freiherr von Krobatin; 12 сентября 1849, Ольмюц, Королевство Богемия — 28 сентября 1933, Вена) — австро-венгерский военачальник, военный министр Австро-Венгрии (1912—1917), генерал-фельдмаршал (1917). Барон (1915).
Окончил артиллерийскую академию (1869), исследовал роль артиллерии в войнах XIX века, был инструктором в Военно-технической академии, полковник (1895). С 1896 года — в императорском и королевском военном министерстве, генерал-майор (1900), заведующий отделом министерства (1904), фельдцейхмейстер (генерал артиллерии, 1910). Был близок к начальнику генштаба Ф. Конраду фон Гётцендорфу, в 1912 году был назначен по его протекции военным министром. Был видным деятелем «партии войны», требовавшей немедленной оккупации Сербии после убийства Франца Фердинанда в 1914 году. После начала Первой мировой войны отвечал за перевод экономики на военные рельсы и обеспечение армии необходимыми средствами. До 1916 года в общем справлялся с этой задачей. Особое внимание уделял своей профессиональной области — артиллерии. Присвоено звание генерал-полковника (1916).
Кризис был вызван вступлением в войну на стороне Антанты Румынии (1916). В сентябре 1916 года выступал за неограниченное право армии изымать продукты и наказывать укрывателей зерна, однако премьеры — австрийский Карл Штюргк и венгерский Иштван Тиса — наложили вето на такое решение.
После отставки Конрада (март 1917) Карл I снял и Кробатина (апрель) и назначил его командующим 10-й армией. Под Капоретто в октябре 1917 года Кробатин одержал крупную победу, взял в плен две итальянские армии и получил от императора-короля жезл фельдмаршала Австрии (5 ноября 1917). После провала наступления на Пьяве в том же месяце и бегства эрцгерцога Иосифа Кробатин был назначен командующим Тирольским фронтом. Однако при Витторио-Венето остатки австрийской армии были вскоре разбиты.
После окончания войны Кробатин ушёл в отставку, был почётным доктором техническим наук в Венском техническом институте, почётным президентом благотворительного фонда императора Карла. Умер в Вене в 1933 году.